# Dámy z tržnice
Dámy z tržnice (ve francouzském originále Mesdames de la Halle, v češtině se hrála pod názvem Pařížské zelenářky) je opereta (autorským označením „opérette-bouffe“) o jednom dějství francouzského skladatele Jacquese Offenbacha na libreto Armanda Lapointa. Premiéra se konala 3. března 1858 v pařížském divadle Théâtre des Bouffes-Parisiens.

## Vznik
Počátkem roku 1858 připravoval Jacques Offenbach pro své divadlo Bouffes-Parisiens, jehož byl majitelem i ředitelam a současně hlavním autorem, nejprve jednoaktovou komedii Un fi, deux fi, trois figurants na libreto Adolpha Jaima mladšího a Étienna Tréfeua (vl. jm. Étienne-Victor de Tréval). Tři komické mužské postavy měli hrál Léonce, Désiré a Mesmacre. Offenbach měl napsáno pět hudebních čísel a v divadle započaly zkoušky, ale právě v tomto okamžiku se mu podařilo u ministerstva vnitra získat rozšíření svého divadelního privilegia. Do té doby měly Bouffes-Parisiens povoleno hrát pouze jednoaktové hry s nejvíce čtyřmi postavami; nově nebyl počet účinkujících omezen, takže bylo možné hrát hudební komedie nejen s větším počtem hlavních postav, ale rovněž se sborem, případným baletem a figuranty. Za těchto okolností zanechal práce na zmíněném libretu (které nakonec v roce 1872 zhudebnil Léon Vasseur) a rychle hledal jiné, které by mu umožnilo nové možnosti využít.

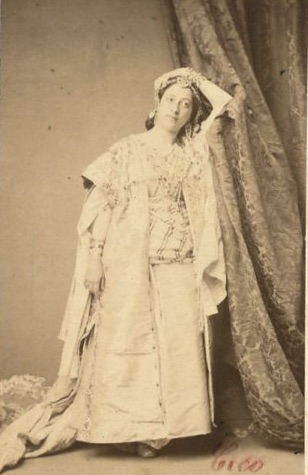
Zpěvačka Marie Cico v Dámách z tržnice debutovala ve vedlejší roli ovocnářky

Nové libreto mu poskytl spisovatel a novinář Armand Lapointe (1822–1910), který v 50. letech 19. století napsal řadu hudebních komedií (vaudevillů) pro různá divadla, i když dosud žádnou pro Bouffes-Parisiens. Dámy z tržnice a Mesdames de Cœur-Volant (hudba Camille Erlanger, premiéra 16. dubna 1859 v Bouffes-Parisiens) však patří mezi poslední díla v tomto žánru; od roku 1860 se Lapointe věnoval téměř výlučně próze. Dámy z tržnice měly dvanáct jmenovitých rolí, z toho sedm podstatnějších (včetně vděčných úloh pro komickou trojici Léonce–Désiré–Mesmacre, aby změnou programu nepřišli zkrátka), a uvádějí na scénu sbor v podobě trhovců a trhovkyň i figuranty ve formě vojenského oddílu. Drobnou rolí zde začala i tehdejší Offenbachova milenka Marie Cico. Nevídanému počtu účinkujících odpovídala i – na poměry malého divadla – skvostná výprava z dílny hlavního dekoratéra pařížské Opery Charlesa-Antoina Cambona, která představovala dobovou tržnici před dosud nezrušeným hřbitovem Neviňátek s kašnou Pierra Lescota a Jeana Goujona v původní podobě.
Premiéra se konala 3. března 1858. Vedle trojice komiků v převleku se prosadil i Charles-François Duvernoy v mravně pochybné roli tambora Raflafly a v rolích mladých milenců spolehlivá Pierrette Chabertová jako Ciboulette a hlavně nově příchozí Lise Tautinová jako kuchtík Croûte-au-pot. Obecenstvo i kritika byly překvapeny inscenační ambiciózností díla, na které v tomto divadle, dosud předvádějícím v podstatě série drobných komorních scének, nebyly zvyklé; slovy kritika Julese Lovyho z hudebního časopisu Le Ménéstrel se tu objevila „grand opéra bouffe“. Reakce však byly vesměs pozitivní; kritika se shodovala na chvále potřeštěného libreta, zejména však hudby. Zmíněný Lovy byl nadšen: „Tato hudba je současně jiskřivá a patetická, příjemná a strohá, burleskní a ušlechtilá; směje se a pláče, tančí, sténá, podupává, bubnuje, přiměje vás k slzám, ztrýzní vám duši, rozchechtá vás, očaruje vás, převrátí vám útroby, magnetizuje vás, uvrhne vás do extáze – je prostě báječná (místní výraz).“ Rovněž Aldino Aldini v La France musicale považoval Dámy z tržnice za osvědčení Offenbachova talentu: „Hned ze začátku musím říci, že p. Offenbach je nevyčerpatelný; nikdy neřekl své poslední slovo. Hudba veselá a hudba cituplná, hudba lidová a hudba učená, všechno mu jde. Tentokrát nám představil duchaplnou a pikantní parodii velkých oper, s jejich ansámbly, jejich septety – mimochodem, jeho vlastní septet je mistrovský kousek – jejich velkými efekty a dokonce jejich fígly. A jak je jeho opereta odvážně instrumentována! Člověk by se cítil v samotné Opeře.“ Recenzent Revue et gazette musicale de Paris psal: „Offenbach se na svou novou partituru spoléhal, a nemýlil se; je to jedna z nejlepších, které napsal v tomto žánru, který je jeho majetkem. Originalitu jeho inspirace a jeho stylu uznávají všichni, i ti, kteří jím pohrdají a přáli by si ho předstihnout.“ Podle něj se nejedná jen o hříčku nebo napodobeninu. „Systém hudební parodie zde ještě hraje svou roli, ale bez přehánění; Offenbach má dost síly, aby letěl na vlastních křídlech a to, co situace vyžaduje, nehledal jinde než v sobě.“

## Charakteristika

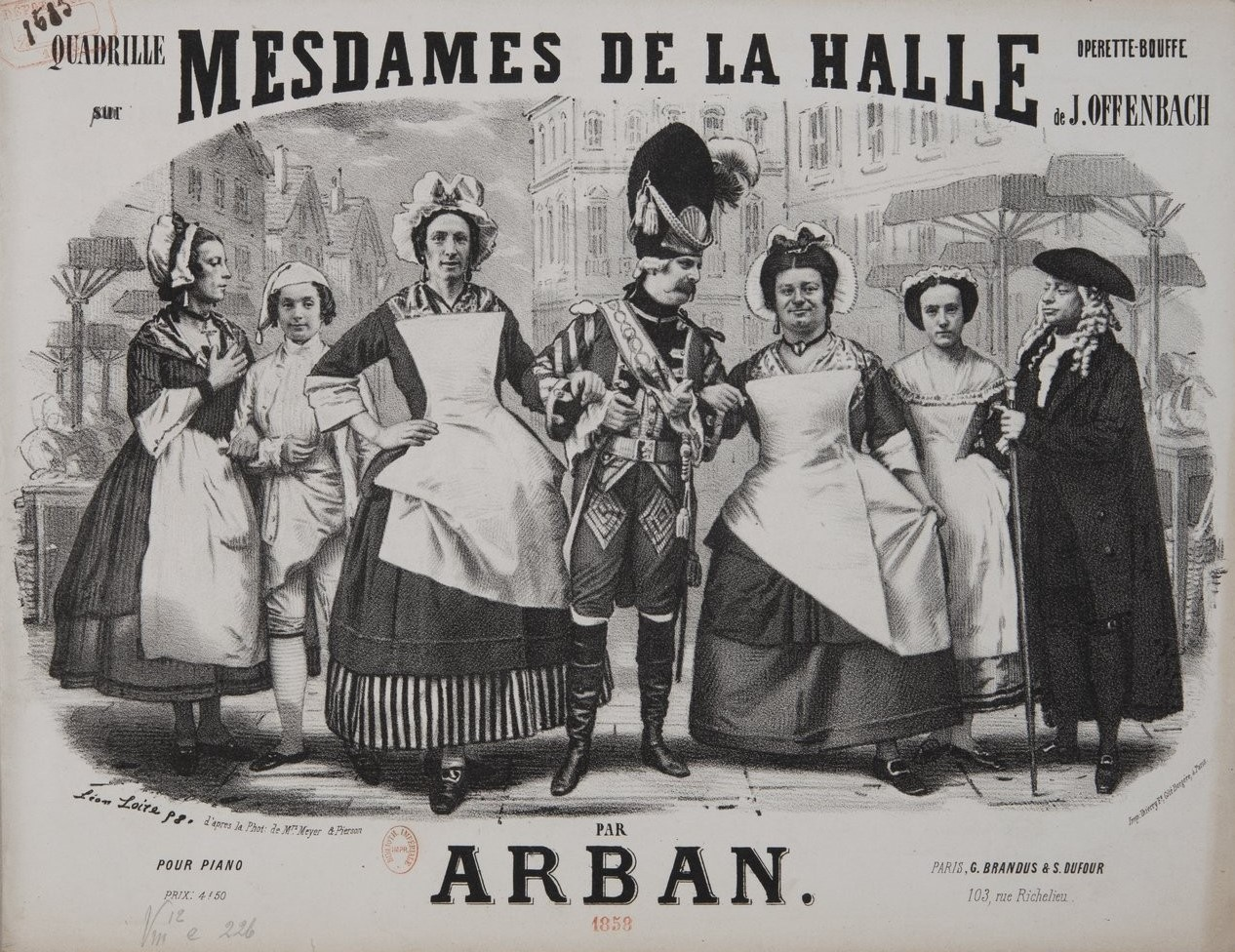
Rytina s premiérovým obsazením Dam z tržnice: zleva Mesmacre (Mme Beurrefondu), Lise Tautin (Croûte-au-pot), Léonce (Mlle Poiretapée), C.-F. Duvernoy (Raflafla), Désiré (Mme Madou), Mlle Chabert (Ciboulette), Guyot (tržní komisař). Rytina Léona Loira

Lapointovo libreto řadí Dámy z tržnice do burleskní a parodické větve Offenbachovy rané tvorby, reprezentované například Dvěma slepci, Ba-ta-clanem, Chrupželezem nebo Večerním větrem Dějištěm tentokrát není exotické prostředí ani období, ale Paříž 18. století; podobně jako v případě Dvou slepců se hrdinové rekrutují ze spodních příček společnosti. Připomínka atmosféry historické pařížské tržnice byla aktuální, neboť právě v době premiéry probíhala výstavba nových pavilonů Halles de Paris a trh Neviňátek zažíval své poslední dny; definitivně byl zrušen roku 1860.

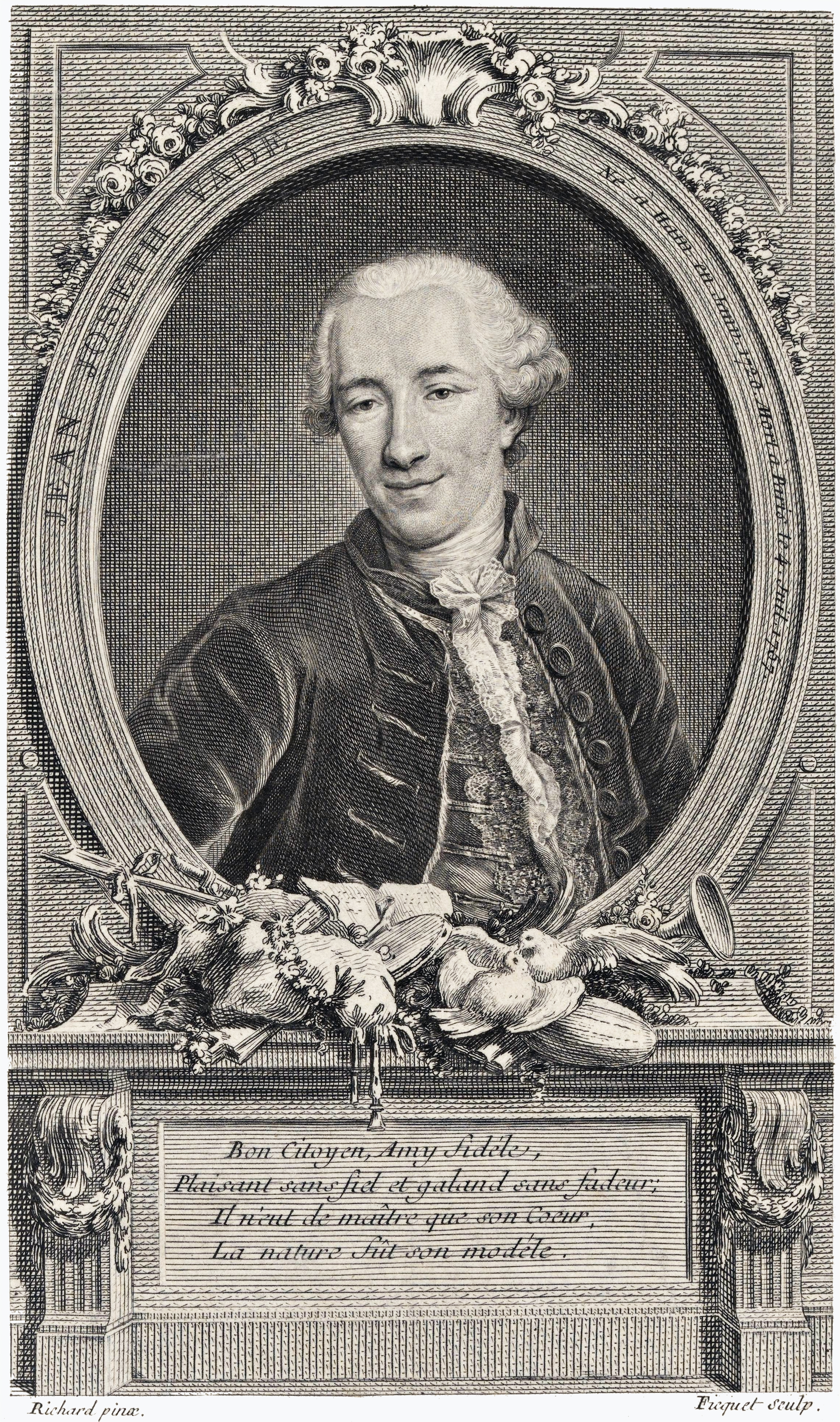
Atmosféru pařížské tržnice ve svých komediích zpopularizoval dramatik z poloviny 18. století Jean-Joseph Vadé

Libreto paroduje uslzená dramata s rodinnou tematikou, melodramata hraná lidovějšími pařížskými divadly s typickými scénami jako shledání ztracených příbuzných (hrdinka Ciboulette se dojemně shledává se ztracenou matkou postupně třikrát). Podle Julese Lovyho je to „Paul de Kock naroubovaný na Vadého“ – odkaz jednak na nejtypičtějšího autora lidových románů a dramat z první poloviny 19. století, jednak na dramatika 18. století Jeana-Josepha Vadé, zakladatele „genre poissard“ – celého žánru komedií z prostředí tržnice. Jedním z prostředků humoru je nápodoba nevázaného lidového jazyka trhovců, občas v kontrastu s pseudo-patetickou mluvou v melodramatických situacích. Hra však obsahuje také řadu prvků grotesky a fyzického humoru – potyčky mezi trhovkyněmi, přetahování se o kuchtíka i o Ciboulettu atd.; podle jedné z recenzí premiéry hrál nemalou úlohu „koš na uhlíky, v němž postupně přistanou všechny postavy této rekohry, včetně pana komisaře“. Tento účinek podtrhlo využití mnoha převlekových rolí. Obsazení rolí mladíků zpěvačkami bylo dobovou konvencí a vyskytuje se v řadě Offenbachových operet; obsazení postav komických starších žen mužskými herci bylo rovněž osvědčeným divadelním prostředkem a Offenbach je využil v některých okrajovějších, zvláště fraškovitých pracích (Ojajaje aneb Královna ostrovů, Paní Motýlek, případně též Jana pláče a Jan se směje). Avšak v Dámách z tržnice jsou ze sedmi hlavních postav hned čtyři převlekové. Děj končí hned dvěma svatbami mezi postavami různého pohlaví, avšak hranými herci téhož pohlaví; už dobová kritika konstatovala, že „Offenbach se s pohlavím umělců nepárá“. Již první dějepisec Bouffes-Parisiens Albert de Lasalle libreto charakterizuje slovy „extravagantní a nadmíru groteskní“ a Offenbachův životopisec Jean-Claude Yon ho přirovnává k absurdním humorem vynikajícím výtvorům Hervého.
Dámy z tržnice byly první Offenbachovo dílo, ve kterém mohl prokázat svou schopnost napsat rozsáhlejší vokální formy, a partitura opery obsahuje řadu pozoruhodných míst. Začíná krátkou instrumentální introdukci přecházející ihned do prvního z osmi zpěvních čísel, v němž skladatel skvěle vystihl tržní mumraj. V úvodním septetu se překřikují jednotliví trhovci, vychvalujíce své zboží; je to v podstatě zvukomalebná kompozice sestávající ze stylizovaných pouličních výkřiků, včetně napodobení jejich falešných akcentů. Tato scéna vrcholí příchodem Raflaflova oddílu a jeho kupletem, který se svou ráznou a zapamatovatelnou melodií sloužil jako základní téma opery. Méně výrazná je následující romance Croûte-au-pota, následuje první hudební rvačka a vzápětí po ní Ciboulettina bravurní (až pretenciózní) árie italského typu v rytmu valčíku umožňuje interpretce předvést své pěvecké i herecké schopnostmi, například v částech, kdy přeskakuje z nižšího rejstříku do vyššího, jak tlumočí návrhy svých ctitelů a své odpovědi. Raflaflovo nokturno je parodickým vyjádřením předstíraného milostného citu, zatímco následující duet Cibouletty a Croûte-au-pota je vřelejším a upřímnějším vyznáním lásky, moment určitého oddechu od rychlého groteskního děje. Vrcholným číslem je septet s potyčkou trhovkyň o dceru, který o málo později následuje poslední číslo, finále s odhalením Ciboulettina původu, radostným tancem „fricassée“ zejména pro představitele tří trhovkyň (který později německá kritika nazvala „trivializovanou čtverylkou“ nebo „tancem, který lze hravě označit za matku kankánu“) a hymnickým zopakováním hlavního tématu z Raflaflova úvodního kupletu; obě poslední čísla se vyznačují drastickými hudebními kontrasty, žonglováním se slabikami nebo opakováním triviálních až nesmyslných útržků textu k zvýšení komického účinku. Až ve finále se zapojuje sbor, který má spíše statickou úlohu, i když čtyři jeho sólisté vystupují již v introdukci. Již dobová kritika poukazovala na příbuznost hudby Dam z tržnice s mistry italské opery buffy (jako Paisiello nebo Cimarosa). Celkově tento experiment prokázal Offenbachův talent pro propracovanější partitury – včetně schopnosti dosáhnout skutečného sladění hlasů v ansámblech –, který se již na podzim roku 1858 definitivně osvědčil v Orfeovi v podsvětí.

## Inscenační historie

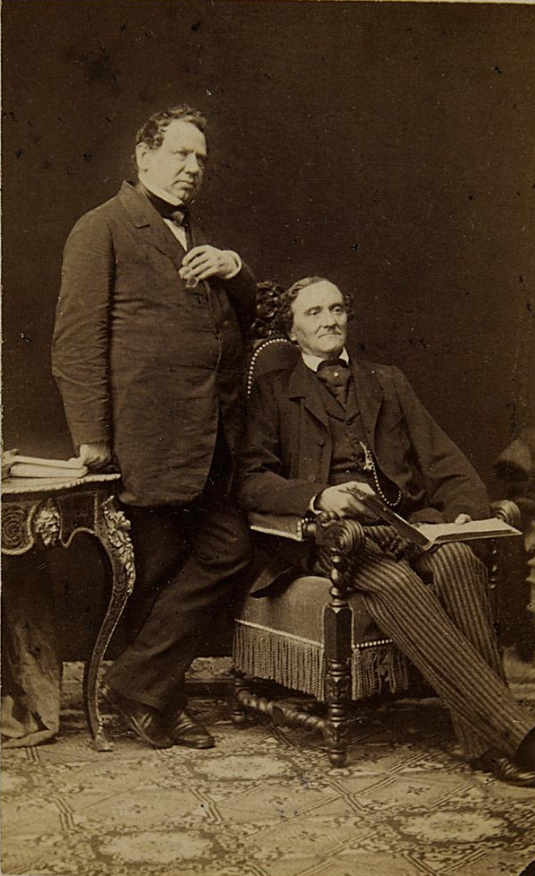
V prvním vídeňském nastudování Dam z tržnice roku 1862 vystoupili slavní komici Johann Nepomuk Nestroy a Louis (Alois) Grois

Dámy z tržnice zůstaly několik let na repertoáru Bouffes-Parisiens, a to nejen v Paříži, ale i na četných zájezdech tohoto divadla. 10. května 1858 jimi Bouffes-Parisiens zahájily svůj vůbec první zájezd v Marseilles. 7. července 1858 je hrály v Krollově divadle v Berlíně. I když je kritika chválila a označovala za „vrchol groteskní komiky“, předvídala, že „přenesení tohoto kusu na německé jeviště by bylo nemožností; absurdity a lascivnosti libreta by stěží přežily první scény“. V Bruselu Bouffes-Parisiens uvedly Dámy z tržnice prvně 13. června 1860. 11. června 1861 následovala Vídeň (Treumannovo divadlo na nábřeží Františka Josefa) a 12. července 1861 Pešť (Budapešť) v Národním divadel (Nemzeti Színház).
Později Dámy z tržnice od Bouffes-Parisiens převzala jiná pařížská divadla: roku 1873 Théâtre de la Renaissance (ještě pod Offenbachovým dohledem), roku 1889 Théâtre Cluny, roku 1913 Théâtre des Arts, 4. května 1940 dokonce Théâtre national de l'Opéra-Comique. Hrály se často i ve francouzských provinčních divadlech. Roku 1867 například pobýval Jacques Offenbach v Nice a navštívil představení Dam z tržnice v tamějším divadle; následně veřejně nabídl řediteli divadla 500 franků za to, že až do Offenbachova odjezdu z města upustí od masakrování jeho díla. Celkově, zatímco zahraniční kariéra Dam z tržnice zaostávala za jinými Offenbachovými díly, ve Francii nikdy nadlouho nezmizely z jeviště. Významná byla inscenace režiséra Roberta Dhéryho v Opéra-Comique v letech 1979–1984 (spolu s operetami Pan Karfiol si dovoluje pozvat… a Panenské jablíčko pod společným názvem Vive Offenbach!). Pozadu samozřejmě nezůstala ani francouzskojazyčná divadla mimo samotnou Francii. Již v říjnu 1858 ji hrálo v Bruselu divadlo Bouffes-Belges. 18. prosince 1908 je uvedla honosná Opéra de Monte Carlo.
Nepočítáme-li inscenaci Bouffes-Parisiens představenou na turné tohoto divadla v Berlíně, objevily se Dámy z tržnice mimo Francii netypicky poprvé v Polsku. 21. května 1860 měla ve varšavském Velkém divadle premiéru polská úprava pod názvem Straganiarki. Táž verze se hrála od 19. dubna 1868 v polském divadle ve Lvově.
Ve Vídni uvedl Dámy z tržnice Offenbachův velký propagátor Karl Treumann ve svém divadle zvaném Divadlo na nábřeží Františka Josefa (Theater am Franz-Josef-Kai) nebo prostě Treumann-Theater. Měl v ní vystupovat jeho kolega a přítel, slavný herec Johann Nepomuk Nestroy, který v jeho divadle hostoval a již dříve se objevil v jiných offenbachiádách, zejména jako Jupiter v Orfeovi v podsvětí a Pan v Dafnisovi a Chloé. Nestroy se ji však zdráhal do němčiny převést: „Ta hra tak, jak je, nemůže být nikdy poněmčena. Nejde jen o francouzské slovní hříčky, které nelze přeložit, ale ani sama zápletka nemůže být převedena do němčiny.“ Nakonec však operetu přece jen pro Treumanna přeložil Alois Berla pod názvem Damen vom Stande (slovní hříčka znamenající „dámy z (vyššího) stavu“ i „dámy od stánku“); přitom ji lokalizoval do vídeňského prostředí, které vyhovovalo místním hercům v čele s Nestroyem. Ten ztělesnil pannu Barbaru Kletzenstinglovou, koláčnici [=Mlle Poiretapée]; byla to vůbec poslední role tohoto legendárního vídeňského komika. Další dvě trhovkyně, v této adaptaci paní Linsengrubovou a paní Hetschpetschovou, hráli oblíbení komici Louis Grois a Wilhelm Knaack, samotný Karl Treumann hrál tambora Anastasia Bummerleho [=Raflafla] a Anna Marková a Helene Weinbergerová hrály zelinářku Gretu [=Ciboulette] a kuchtíka Petera Schwammerla [=Croûte-au-pot].
Premiéra se konala 22. února 1862 a inscenace, byť skvostně vypravená (nové dekorace Hermanna Burgharta a kostýmy Moritze Meyera), patřila k málo úspěšným podnikům tohoto divadla. Revue Wiener Theater-Chronik psala: „Tato Offenbachova opereta oslovovala nyní právě tak málo, jako když ji zde provedly Bouffes-Parisiens. Pánové Nestroy, Grois a Knaack sice byli, pokud zrovna nezpívali, výtečnými představiteli „dam z tržnice“, nemohli však zabránit fiasku této novinky.“ Snesitelně prý zpívali jen Treumann a Weinbergerová. Podle deníku Die Presse: „Komolit Offenbachovy operety co do textu i hudby patří k největším zálibám této scény. […] Berlův text je, až na některé groteskní pošetilosti, bezvýrazný. Poměrně nezměněná hudba přesahuje pěvecké a krákavé síly účinkujících, zejména dam […] Obecenstvo zůstalo od počátku do konce netečné.“ I dle mínění časopisu Blätter für Musik, Theater und Kunst operetě lokalizace do Vídně uškodila, obrala ji o atmosféru a znemožnila její úspěch. Hudba podle něj obsahuje řadu vynikajících míst, kterým však provedení herci Treumannova divadla málo pomohlo, zvláště v porovnání s herci Bouffes-Parisiens dosud v čerstvé paměti; hlavní kritiku sklidil sám Nestroy. Malý úspěch této inscenace (v kombinaci s faktem, že jde o inscenačně nejnáročnější z Offenbachových aktovek) odradil od Dam z tržnice další německojazyčná divadla v rakouské monarchii.

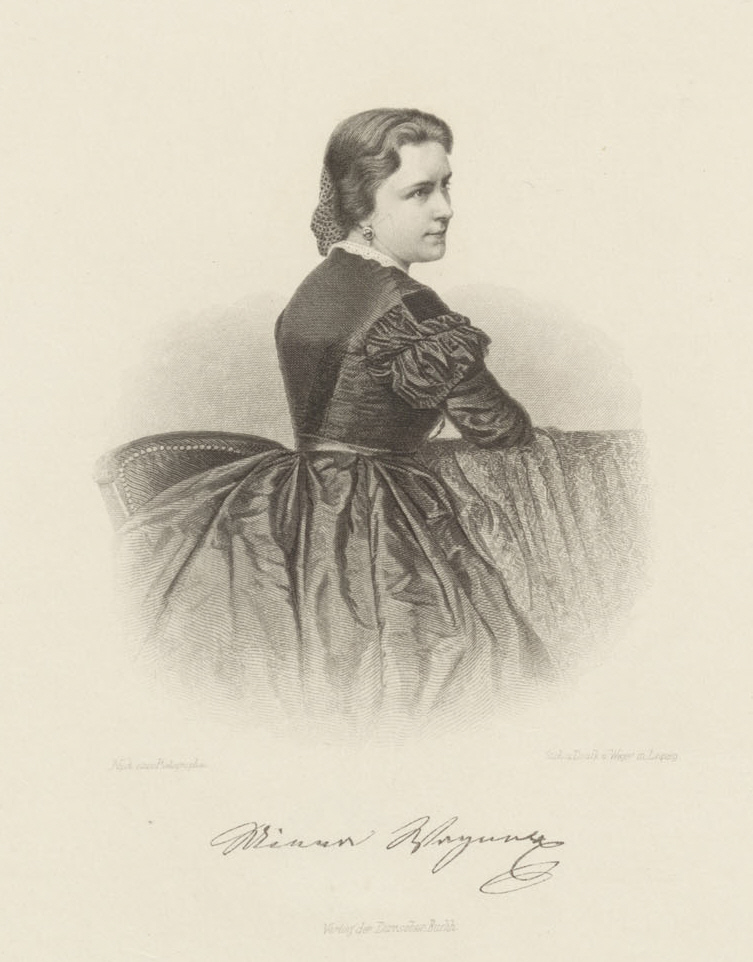
Minna Wagnerová hrála Ciboulette ve vídeňské inscenaci Dam z tržnice roku 1870

Bližší francouzskému originálu, i když rovněž s vlastními úpravami, byla druhá německá verze, jejíž text přeložil a upravil Eduard Jacobson. Pod žánrovým označením „operní burleska“ a názvem Die Damen der Halle ji poprvé uvedla berlínská Krollova opera 6. srpna 1867. Hrály dámy Jenny Mejo a Kochová jako mladý pár, pánové Weiss, Hesse a Grahl jako tři trhovkyně a Theodor Kruis jako Raflafla. Hudební časopis Berliner Musikzeitung dává tato úprava „směs francouzské podkladové barvy a lokálních [=berlínských] přísad, avšak graciézní kolorit převažuje a Offenbachova dráždivá hudba, tak svěží a pikantní jako kterákoli jiná, kterou napsal, musí celkově tomuto drastickému dílku pomoci k úspěchu.“ Dílo bylo skutečně v Berlíně dosti úspěšné, předpovědi recenzenta, že se ujme i na dalších německých scénách, se však nenaplnily. Berlínskou verzi však uvedlo roku 1870 (premiéra 4. května) vídeňské
divadlo Carltheater; Anna Grobeckerová (sestra Jenny Mejo) a Minna Wagnerová hrály kuchtíka a mladou zelinářku, z Treumannovy inscenace zůstal Wilhelm Knaack jako jedna z hokynářek, další dvě hokynářky a tambora hráli Karl Blasel, Josef Roehring a Franz Eppich.

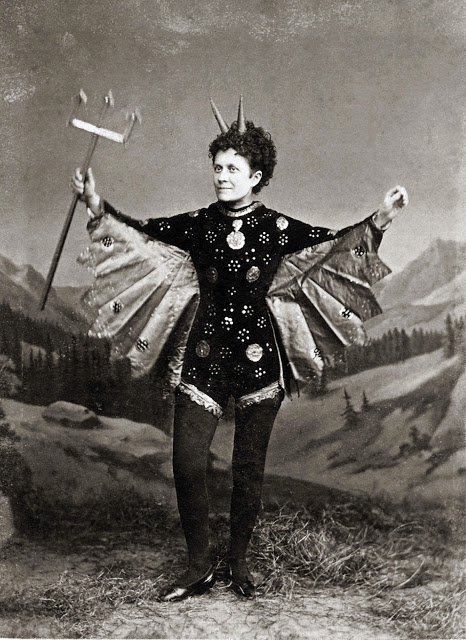
Mladou zelinářku Ciboulettu v maďarské premiéře Dam z tržnice roku 1863 ztvárnila Emma Harmathová (patrně v jiném kostýmu, než je zobrazen)

V Uhersku představilo Dámy z tržnice poprvé na zmíněném zájezdu roku 1861 přímo Théâtre des Bouffes-Parisiens. V maďarštině je o dva roky později (premiéra 3. října 1863) uvedlo Lidové divadlo (Népszínház) v Budíně, a to v překladu Mihály Haviho a Józsefa Romhányiho pod názvem A kofák. Pak ji hrála například divadla v Prešporku (1864), Aradu (1864) nebo Miškovci 1868.
Ve Velké Británi a v anglicky mluvícím světě se tato opereta v 19. století překvapivě neprosadila, a to přes oblibu převlekových komedií v žánru anglické burlesky. Zkrácená verze se hrála roku 1865 v londýnském Oxford Music Hall, avšak plné znění soudobá divadla zřejmě neuvedla.
Do Dánska dorazily Dámy z tržnice poměrně pozdě. Poprvé se hrály v překladu Antona Melbyeho pod názvem Konerne i Hallerne 1. června 1906 v Divadelním sále (Teatersal) v kodaňském Tivoli. O dva roky později je inscenovalo divadlo ve Frederiksbergu.
Roku 1874 odkoupilo práva k Dámám z tržnice pro Itálii od nakladatelství Brandus italské nakladatelství Sonzogno a o rok později vydalo i klavírní výtah s italským překladem pod názvem Le Erbivendole, ale o soudobých inscenacích v italštině nejsou zprávy. Jedno z řídkých moderních italských provedení Dam z tržnice, pod názvem Le Signore del Mercato, uspořádal dirigent Peter Maag 14. května 1981 v turínském Auditorio della RAI.
Dámy z tržnice se v současnosti hrají poměrně často, i když většinou jako školní nebo amatérská či poloamatérská představení. Offenbachovský badatel a editor Jean-Christophe Keck ji nastudoval pro festival na hradě Bruniquel roku 2006 (tato inscenace se hrála rovněž v divadle Opéra de Tours roku 2008) a znovu roku 2014- Roku 2007 je hrál Ensemble Lyrique Jacques Coeur v Bourges. V roce 2011 Dámy z tržnice Curyšská opera (Opernhaus Zürich) zkombinovala s operou Carla Orffa Chytračka (Die Kluge). Roku 2012 je nastudovala s J.-C. Keckem Hudební akademie Hannse Eislera v Berlíně. Inscenace Nového operního studia Opéra de Lyon v Théâtre de la Croix-Rousse z roku 2012 se hrála téhož roku i v Besançonu a byla obnovena v Lyonu roku 2015 (dirigent Jean-Paul Fouchécourt); samotné operetě v ní předcházel prolog z Břicha Paříže, románu o pražské centrální tržnici od Offenbachova zarytého kritika Émila Zoly.
Roku 2017 tuto operetu nastudovala chicagská divadelní společnost New Moon Opera v kombinaci s Offenbachovou Bagatelou. Zahrálo ji též sdružení Lyrica, association lyrique des Hauts de France, roku 2019 ve vesnici Erquinghem-Lys, školní inscenaci nastudovala také George Mason University Opera (Los Angeles) a v létě téhož roku se hrála na operetním festivalu v Aix-les-Bains.

### České země

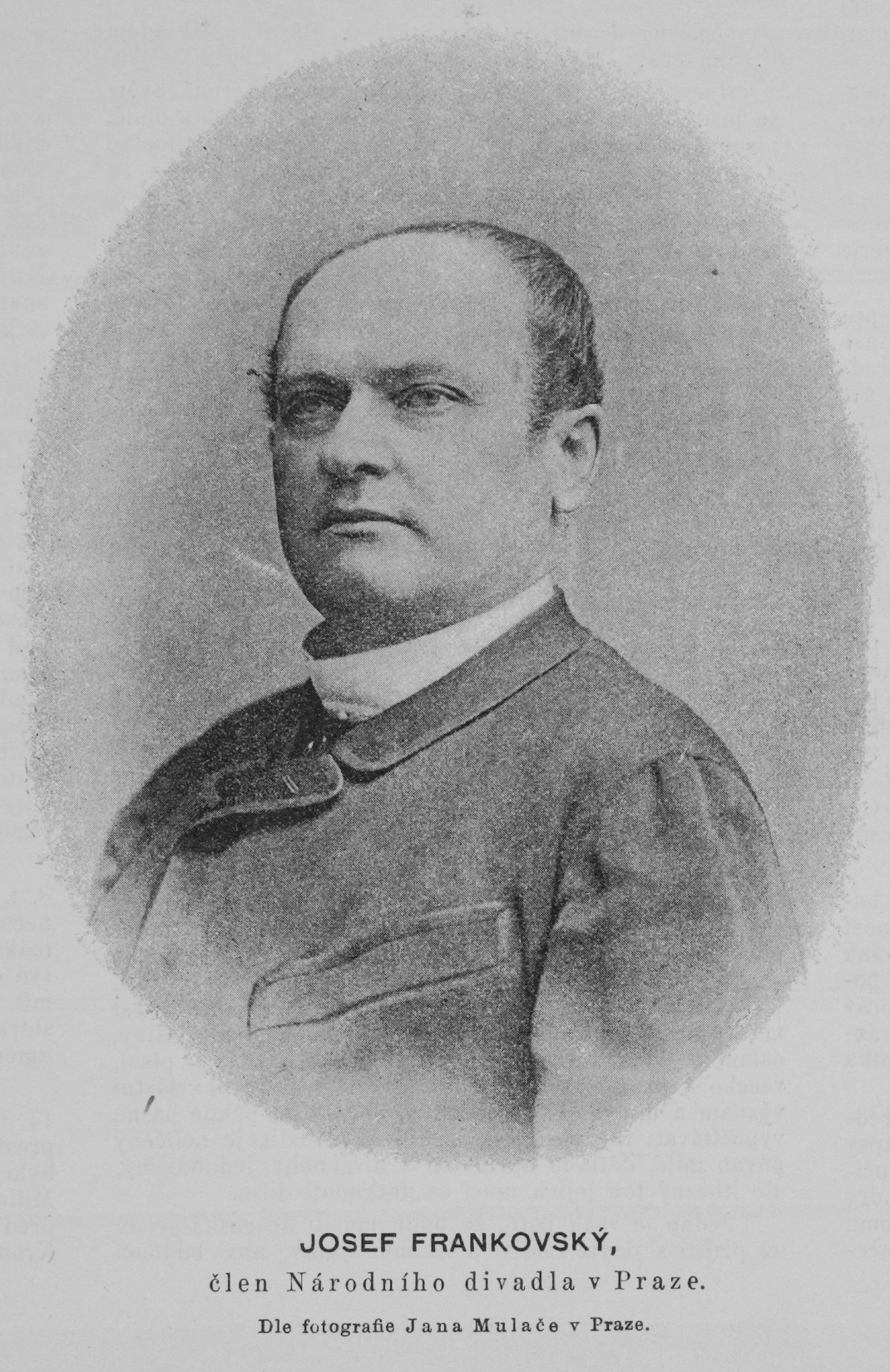
Premiéra Pařížských zelenářek v Praze byla zásluhou Josefa Frankovského, který si je zvolil ke své benefici

Do českých zemí dorazila až verze z Carltheatru, a to nezvykle pouze v češtině. Český překlad a úpravu pro Prozatímní divadlo pořídil J. Hanuš (Jindřich Hanuš Böhm). Převlekové úlohy byly zcela odstraněny: trojice trhovkyň v ní oproti originálu hrály ženy a kuchtíka muž, čímž byly komika kusu a ovšem i umělecký záměr autorů dosti oslabeny. Premiéra, jež byla beneficí Josefa Frankovského v roli Raflafly, se konala v letní aréně na hradbách 8. července 1871 v kombinaci s rozvernou lidovou veselohrou Vlci v ovčinci. Baletní mistryně Marie Hentzová do ní aranžovala „tanec zelenářek“. Pod názvem Pařížské zelenářky měla tato opereta u publika zprvu „průrazný úspěch, který se projevil hlasitými salvami potlesku a četným vyvoláváním herců“, a Anna Kupková (Ciboulette) a Jindřich Mošna (Croûte-au-pot, v české verzi Francínek) museli opakovat svůj duet. Hudební listy byly rezervované: „Text je dosti slabý, hudba lepší než tento“. Zato Jan Neruda ve své recenzi mínil, že Pařížské zelenářky zvítězily, libreto je že francouzsky vtipné, hudba jen lehká, ale pikantní, a některé scény (duet Francínka a Cibouletty č. 6 a „examinační scéna“ – septet č. 7) jsou „velice působivy“. I recenzent časopisu Světozor poznamenával, že se opereta, včetně hudby a hereckých výkonů, obecenstvu velice líbila: „Jest v ní trefně vylíčen divoký život pověstného zelného trhu pařížského.“ Následovalo však do konce roku jen pět repríz a pak opereta z repertoáru zmizela.
Prostředí pařížské tržnice později vykreslila nesmírně populární opereta Charlese Lecocqua Dcera madame Angot (česká premiéra 4. července 1874), a zřejmě i proto se Offenbachova skromnější verze na českém repertoáru dále neprosadila.

## Osoby a první obsazení
| osoba                                                        | hlasový obor             | světová premiéra (3.3.1858)                             | vídeňská premiéra (22.2.1862) | česká premiéra (8.7.1871) |
| ------------------------------------------------------------ | ------------------------ | ------------------------------------------------------- | ----------------------------- | ------------------------- |
| Madame Poiretapée [paní Pepička Poirová, drůbežnice]         | tenor (nebo soprán)      | Léonce (vl. jm. Édouard Nicole)                         | Johann Nepomuk Nestroy        | Ema (Sáková-)Maislerová   |
| Madame Madou [paní Kačenka Madouová, jablečnice a zelenářka] | tenor (nebo mezzosoprán) | Désiré (vl. jm. Amable Courtecuisse)                    | Alois Grois                   | Magdaléna Hynková         |
| Madame Beurrefondu [paní Stázička Beurrová, rybářka]         | tenor (nebo alt)         | Georges-Louis Mesmacre (Mesmaeker)                      | Wilhelm Knaack                | Terezie Seifertová        |
| Raflafla [pan Raflafla, plukovní bubeník]                    | tenor (baryton)          | Charles-François(-Guillaume) Duvernoy                   | Carl Treumann                 | Josef Frankovský          |
| Tržní dozorce                                                | bas (basse chantant)     | Prosper Guyot                                           | Joseph Ausim                  | Ferdinand Koubek          |
| Ciboulette [Cibouletta, květinářka]                          | soprán                   | (Marie-)Pierrette(-Amélie) Chabert                      | Anna Marek                    | Anna Kupková              |
| Croûte-au-pot [Francínek], kuchtík                           | soprán (nebo tenor)      | Lise Tautin (vl. jm. Louise Vaissière)                  | Helene Weinberger             | Jindřich Mošna            |
| Obchodnice s cukrovinkami                                    | soprán                   | Baudoin                                                 | …                             | –                         |
| Obchodnice s ovocem                                          | soprán                   | Marie Cico (vl. jm. Alexandrine-Louise-Hortense Trotté) | …                             | –                         |
| Obchodnice se zeleninou                                      | mezzosoprán              | Lina Kunzé                                              | …                             | –                         |
| Obchodnice s hráškem [řetkvičkové děvče]                     | soprán                   | Julie Désirée (Chollet-)Byard                           | …                             | Cecílie Vaněčková         |
| Obchodník s obnošeným šatstvem [Kyselý, okurkář]             | tenor                    | Jean-Paul (vl. jm. Émile Kauffmann)                     | …                             | Josef Malý                |
| Prodavači z Halles, zákazníci, policisté, vojáci             |                          |                                                         |                               |                           |
| Dirigent:                                                    | Dirigent:                | Jacques Offenbach                                       | Carl Franz Stenzel            | Adolf Čech                |

## Děj operety

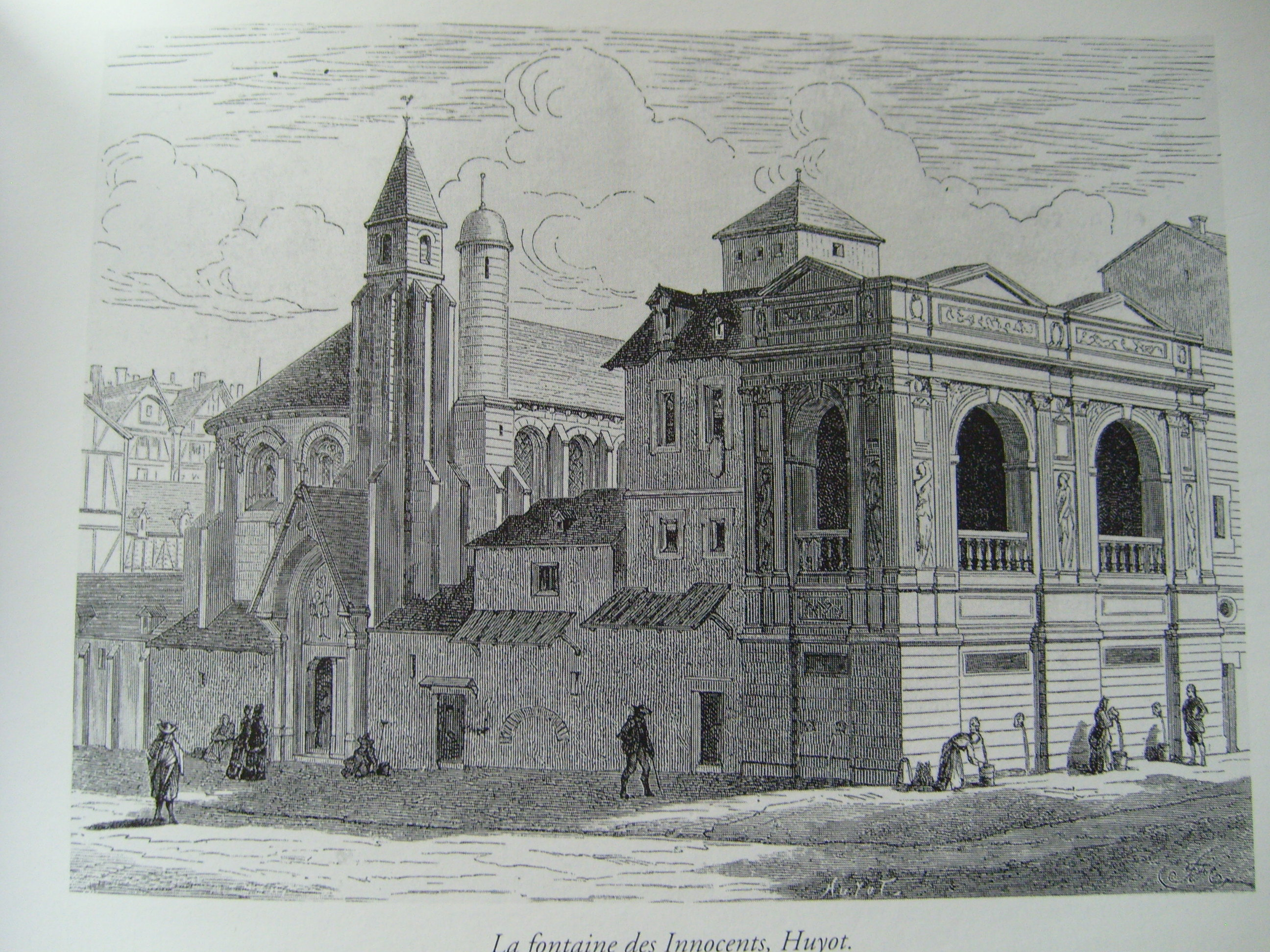
Kašna Neviňátek v polovině 18. století

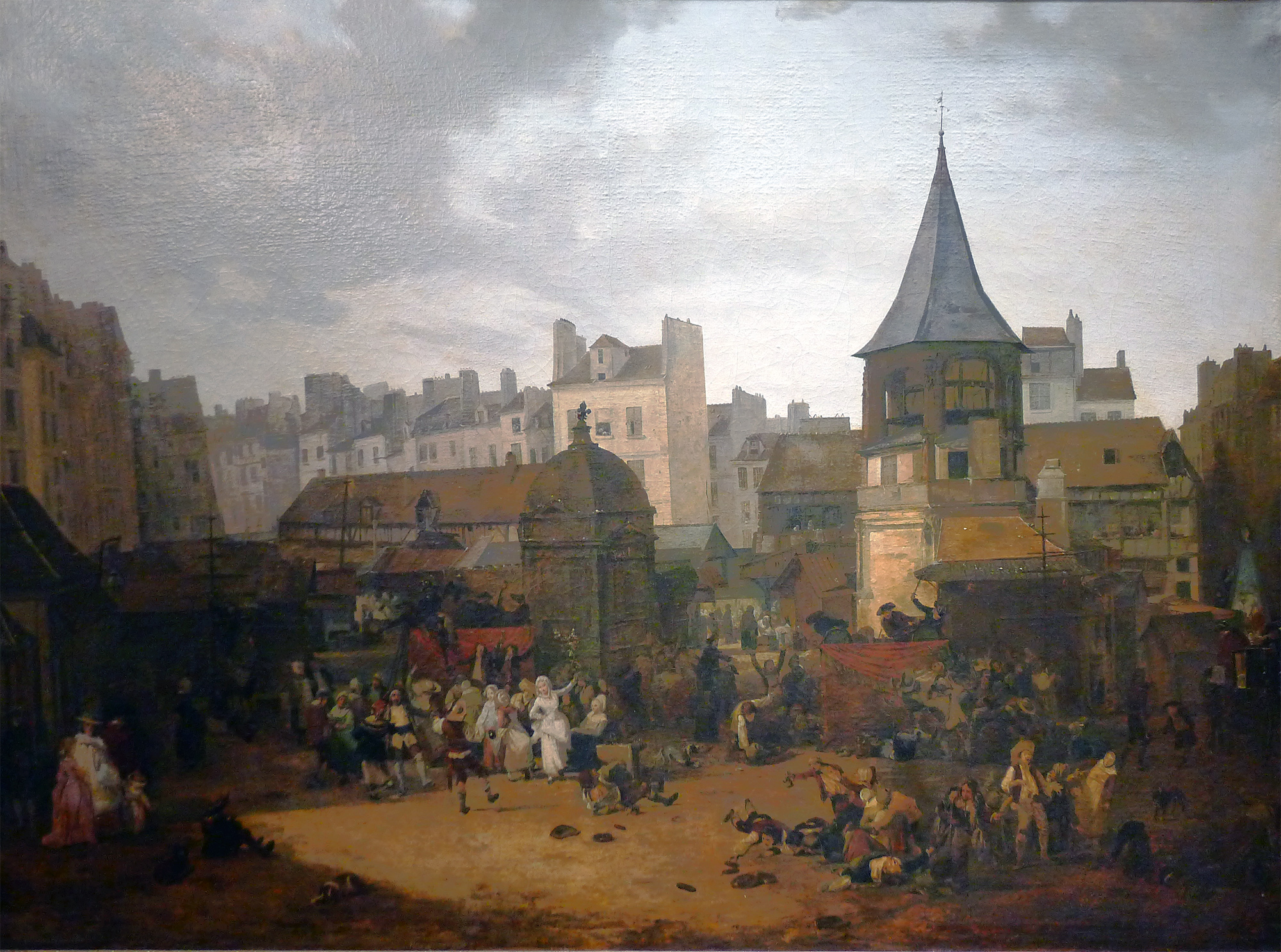
Pařížská tržnice, obraz Philiberta-Louise Debucourta z roku 1782

(Pařížská tržnice za Ludvíka XV.) V pařížské ústřední tržnici je rušno, trhovci a hlavně trhovkyně se překřikují a lákají své zákazníky. Raflafla, velitel tamborů, zastavuje své vojáky a zpívá oslavnou píseň na „dámy z tržnice“ (č. 1 septet Ach'tez nos légum's a Raflafův kuplet Au beau jour d'la mi-carême). Předává jim obrovskou kytici a rozpouští svůj oddíl. Zůstává na místě u stánků dvou trhovkyň, paní Beurrefonduové a paní Madouové. Raflafla by se potřeboval oženit s některou z dam – kteroukoli, která by měla úspory alespoň dva tisíce livrů –, a proto se postupně dvoří oběma. Paní Beurrefonduová se má na pozoru: již před dávnými lety se spálila, když ji opustil její manžel, seržant francouzské armády, a přitom si odnesl i jejich několikaměsíční dcerku… Týž odstup si zachovává a prakticky touž historku mu vypráví i paní Madouová. Avšak hlavním a tajeným důvodem zdráhání obou trhovkyň je jejich náklonnost k roztomilému kuchtíkovi Croûte-au-potovi.
Kuchtík právě přichází a hledá mladou trhovkyni Ciboulette, do níž je zamilován (č. 2 kuplet Croûte-au-pota Ma Ciboulette). Ale paní Beurrefonduová i paní Madouová se mu snaží vetřít do přízně, podstrkují mu do košíku zboží ze svých stánků a nakonec se ho pokoušejí fyzicky zmocnit a vyrvat té druhé. Croûte-au-pot skončí v koši s uhlíky a žárlící Raflafla ho odnáší. Obě rozdurděné trhovkyně si toho ani nevšimnou a vjedou si do vlasů. Jejich ctnostná kolegyně slečna Poiretapéeová (která si mimochodem také myslí na sličného kuchtíka) se je snaží roztrhnout a usmířit, ale jen se jí podaří obrátit obě proti sobě. To přirozeně vyvolá shluk ostatních trhovců i zákazníkům včetně Cibouletty, která konečně dorazila ke svému stánku (č. 3 ansámbl Quel est ce vacarm'). Přispěchá i tržní komisař se svými pochopy a odvádí všechny tři znepřátelené trhovkyně do vazby.
Ciboulette si zpívá o tom, jak se její ovoce dobře prodává a jak by šlo na odbyt ještě více, kdyby slevila ze své počestnosti (č. 4 Ciboulettin recitativ a rondo Quel bruit et quel tapage). Raflaflovi mezitím utekl Croûte-au-pot a tambor ho logicky hledá u Cibouletty. Dívka k němu chová nevysvětlitelnou, byť ne mileneckou náklonnost, a i Raflafla k ní cosi cítí, ačkoli Ciboulette neodpovídá jeho finančním potřebám. Proto se raději dvoří pro změnu vracející se slečně Poiretapéeové a zpívá jí milostné „nokturno“ (č. 5 Raflaflův kuplet Vous êtes la lune). Jenže ta ho odmítá; tvrdí, že chce zůstat do smrti pannou, ve skutečnosti však hodlá zůstat věrnou své první lásce. Až argument, že její úspory nedosahují požadované výše, Raflaflovo namlouvání zastaví; na odškodněnou alespoň odvádí slečnu na kalíšek kmínky.
Mezitím se vrací Croûte-au-pot a nachází konečně Ciboulettu samotnou, aby si mohli vyznat lásku (č. 6 duet Ciboulette a Croûte-au-pot Oui, mon bonheur, le bonheur que je rêve). Paní beurrefonduová přemohla kaprála a utekla z vazby; když nalezne Ciboulettu a Croûte-au-pota v objetí, rychle kuchtíka zažene a Ciboulettě vyčítá, že se miliskuje na veřejnosti se svobodným mládencem. Ciboulette přiznává, že by si ráda Croûte-au-pota vzala, ale nemůže se provdat bez svolení rodičů – které bude obtížné získat, protože je sirotkem. Okolnosti jejího narození a osiření paní Beurrefonduovou šokují: zjišťuje totiž, že je Ciboulettinou matkou. Je tímto nečekaným shledáním dojata a běží vyhledat kuchtíka, aby mladému páru dala mateřské požehnání. Slečna Poiretapéeová, která byla výstupu přítomna, vypráví celou příhodu paní Madouové a ta nabude přesvědčení, že Ciboulettinou matkou je ona. Nastává druhé dojemné shledání. Když se vrátí paní Beurrefonduová, nechce se svých právě nabytých rodičovských práv vzdát, a tak nastává další potyčka. Jen přítomnost komisaře zabrání nejhoršímu (č. 7 septet buffo Je défendrai mon enfant).
Jenže jak zjistit, která z dam je Ciboulettinou pravou matkou? Naštěstí si dcera vzpomene, že nosí od svých tří let na ňadrech dopis od svého otce, jejž nebyla pro svůj analfabetismus schopna přečíst. Protože i většina ostatních přítomných má se čtením potíže, zůstane čtení dopisu na Croûte-au-pota. Ze psaní vyjde najevo, že Ciboulettovým otcem je – Raflafla! – a její matkou – slečna Poiretapéeová! Oba dávají Ciboulettě ke svatbě s kuchtíkem svolení a oba i shledávají, byť bez velkého obapolného nadšení, že budu muset rodinné shledání završit i vlastním sňatkem. Paní Beurrefonduová a paní Madouová vyšly tentokrát naprázdno, ale to nemění nic na tom, jak obdivuhodnými bytostmi jsou „dámy z tržnice“ (č. 8 finále Quel prodige s'opère s tancem fricassée a reprízou Raflaflaova kupletu Vivent les dames de la Halle).

## Instrumentace
Dvě flétny (2. též pikola), hoboj, dva klarinety, fagot; dva lesní rohy, dvě trubky, pozoun; tympány, bicí souprava; smyčcové nástroje (housle, violy, violoncella, kontrabasy).

## Nahrávky

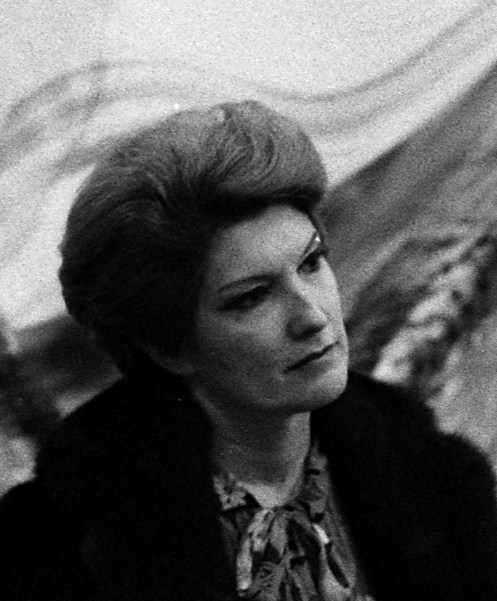
Mady Mesplé, jež zpívá Ciboulette na nahrávce EMI

- 1958 (rozhlasová nahrávka, CD 2016 Malibran MR 796) Zpívají (Poiretapée) Marcelle Sansonetti, (Madou) Deva Dassy, (Beurrefondu) Gabrielle Ristori, (Raflafla) Gaston Rey, (Ciboulette) Claudine Collart, (Croûte-au-pot) Joseph Peyron, (komisař) Pierre Germain, (obchodník se šatstvem) Janie Delille, (obchodnice s deštníky) Jeannette Levasseur, (zelinářka) Germaine Parat. Sbor a orchestr řídí Roger Ellis.
- 1982 (nahrávka z koncertu v Monte Carlu na základě inscenace Opéra-Comique, LP EMI, 2C 157-173 1743, HIS MASTER’S VOICE, SLS 173 1743, CD 2009 EMI, CDS7 49 361-2) Zpívají (Poiretapée) Michel Hamel, (Madou) Michel Trempont, (Beurrefondu) Jean-Philippe Lafont, (Raflafla) Charles Burles, (Ciboulette) Mady Mesplé, (Croûte-au-pot) Léonard Pezzino, (komisař) Jean-Marie Frémeau, (obchodník se šatstvem) Marcel Quillevéré, (obchodnice s deštníky) Monique Pouradier-Duteil, (zelinářka) Olympe Dumaine. Orchestre philharmonique de Monte Carlo řídí Manuel Rosenthal.